# 루시드 드림 (2018년 영화)
《루시드 드림》(중국어: 八步半喜怒哀樂)는 2018년에 개봉한 홍콩의 판타지 드라마 코미디 영화이다.

## 캐스팅

### 주연
- 진정 : (희) 역
- 정가영 : (노) 역
- 장지총 : (희) 역
- 온초 : (희) 역
- 성군 : (노) 역
- 등려흔 : (애) 역
- 임민총 : (락) 역
- 소려산 : (락) 역

### 조연
- 유이달
- 소음음
- 마리아
- 하화초
- 테디 로빈